# دستخضر
دستخضر، محله ای در شرق شیراز از دوره ساسانی و اولین مسجد شیراز است و در نزدیکی برم دلک و قصر ابونصر میباشد و جزو شهرداری منطقه هفت شیراز است 

## جمعیت
این محله در بلوار نصر نزدیک قصر ابونصر قرار دارد و براساس سرشماری مرکز آمار ایران در سال 1391، جمعیت آن 16٬500 نفر (5٬478خانوار) بوده‌است.